# José Libardo Garcés
José Libardo Garcés Monsalve (Aguadas, 26 de septiembre de 1967) es un sacerdote, filósofo, psicólogo profesor y obispo católico colombiano, que se desempeña como Obispo de Cúcuta.

## Biografía

### Primeros años y formación
Nacido el día 26 de septiembre de 1967, en el municipio colombiano de Aguadas del Departamento de Caldas.
Realizó sus estudios primarios en el Colegio Francisco Montoya de su pueblo natal y al descubrir su vocación religiosa decidió ingresar en el Seminario Mayor de Manizales, donde realizó su formación eclesiástica e hizo cursos filosóficos y teológicos.

### Sacerdocio
El 27 de noviembre de 1993 fue ordenado sacerdote para la Arquidiócesis de Manizales, por el entonces cardenal-arzobispo metropolitano Mons. José de Jesús Pimiento Rodríguez.
Después de ser ordenado obtuvo una Licenciatura en Filosofía y Ciencias religiosas por la Universidad Santo Tomás y luego marchó hacia Italia para licenciarse en Psicología por la Pontificia Universidad Gregoriana de Roma.
Cuando regresó a Colombia inició su ministerio pastoral en el arzobispado de Manizales, como vicario parroquial en Pácora.
Y durante todos estos años ha ejercido de ecónomo, formador y miembro del Equipo de Formadores del Seminario Mayor; Párroco en Nuestra Señora de los Dolores y en la Parroquia Universitaria; y hasta la fecha ha sido Sacerdote de la Catedral Basílica de Nuestra Señora del Rosario de Manizales; Canciller de la Arquidiócesis y Miembro del Consejo Presbiteral y del Colegio de Consultores.

## Episcopado

### Obispo de Málaga-Soatá
El día 29 de junio de 2016, el Papa Francisco lo ha nombrado como nuevo Obispo de la Diócesis de Málaga-Soatá.
Como asciende al rango episcopal, ha elegido su escudo y su lema "Padre, Me Pongo En Tus Manos". 
Recibió la consagración episcopal el 1 de septiembre, en una ceremonia presidida por el cardenal canadiense y principal consagrante Mons. Marc Ouellet y por sus co-consagrantes: el Nuncio Apostólico en el país Mons. Ettore Balestrero y el Arzobispo Metropolitano de Manizales Mons. Gonzalo Restrepo Restrepo.

### Obispo de Cúcuta
El 4 de octubre de 2021, fue nombrado por el Papa Francisco como Obispo de Cúcuta. Tomando posesión canónica el 20 de noviembre del 2021.